# 新春スポーツスペシャル箱根駅伝
『新春スポーツスペシャル箱根駅伝』（しんしゅんすぽーつすぺしゃるはこねえきでん）は、日本テレビ系列で1987年から放送されている東京箱根間往復大学駅伝競走（箱根駅伝）の生中継番組である。
冠スポンサー・筆頭スポンサーであるサッポロビールの冠番組で、冠名を含めた正式名称は『★SAPPORO新春スポーツスペシャル 第○回東京箱根間往復大学駅伝競走』（さっぽろびーるしんしゅんすぽーつすぺしゃる だい○かいとうきょうはこねかんおうふくだいがくえきでんきょうそう）。

## 概要
第62回（1986年）まで東京12チャンネル→テレビ東京が行っていた箱根駅伝中継を引き継ぐ形で、第63回（1987年）から放送開始。放送初期の2回は中継体制が整わなかったことから一部区間で中継を中断していたが、第65回（1989年）以降は全区間での完全生中継が行われている。
番組のキャッチコピーは「ニッポンのお正月。」。毎年25%以上の高視聴率を上げる正月恒例の大型番組となっており、テレビ番組の視聴率調査を行っているビデオリサーチでも『NHK朝の連続テレビ小説』や『NHK紅白歌合戦』などの様に箱根駅伝の歴代視聴率に関する専用ページを設けている程である。
競技範囲が片道100km超という大規模な大会であるため、スタッフ総勢1000名という日本のテレビ局におけるスポーツ中継としては最大規模の体制で中継を行っている（後述）。

## 歴史
箱根駅伝の中継は、第29回（1953年）以降長らく、NHKラジオが行ってきた。主催者の関東学生陸上競技連盟はNHKに対してテレビ中継を打診してきたが、関東地区の学生の大会にすぎないこと、競技時間が長すぎること、箱根の山中のコースでは電波が届かない恐れがあることなどがネックになり、NHKでのテレビ中継は果たせなかった。
その後、第55回（1979年）から東京12チャンネル（当時）が初めてテレビ中継を開始。放送時間は復路の終盤にあたる3日の12:00から13:55（開始当初は13:25から14:10）のみで、鶴見中継所の襷リレーから大手町のゴール部分を生放送し、他の区間はVTRで録画したものをバイクで本社へ輸送、大急ぎで編集したものを放送するという手法がとられた。視聴者からは好評だったが、テレビ東京が小規模な会社だったため、全区間中継を行うための体制を組むことができなかった。
第63回（1987年）からは、日本テレビが入れ替わりに中継を行うこととなった。日テレ内部でも上述の理由で中継に消極的な意見が大きかったほか、日テレは既に全国高等学校サッカー選手権大会の中継を同時期に行っており、これとの兼ね合いの問題もあったが、日テレは大会共催の読売新聞社の系列であること、また、当時の日本はバブル景気であり、企業による文化活動への投資（メセナ）が盛んになっていたことも、大規模なスポーツ番組を日テレが開始する後押しとなった。
日テレが中継を開始することによって、中継体制は大幅に拡充された。ただし初回中継時は往路が7:55 - 10:25、12:00 - 13:55、復路が7:55 - 9:25、12:00 - 13:55の計4部構成となっており、3区・4区・7区 - 9区は中継が中断されていた。翌年の第64回（1988年）も往路の10:25 - 10:50、復路の10:30 - 11:00に別番組が放送されたため、3区・8区が一部中断となった。3年目となる第65回（1989年）から、完全生中継が実現することになった。
生中継を行う上での最大の難点であった箱根の山中からの中継については、二子山に中継拠点を作ることで解決したが、ここまでにはかなりの苦労があり、坂田信久（当時のプロデューサー）や田中晃（同、総合演出）によると、箱根の山は霧が掛かっているのが日常茶飯事のため、ヘリコプターを飛ばすのが困難、更に当時はドローンも存在しなかったこともあり、クレーンや気球に受信機を付けて中継拠点にする案もあったという。
本番組の開始当時、箱根駅伝は正月の混乱を回避したいとの理由で警視庁からコース変更または大会自体の中止を要請されており、存続の危機にあった。本番組の成功により、箱根駅伝は正月の風物詩となるスポーツイベントとなり、コース変更並びに大会自体の中止の話は自然と消えていった。

## 放送時間
1月2日（往路）
5:50 - 6:45 ： 事前番組『箱根駅伝 絆の物語&スタート直前生情報』（ローカルセールス枠・任意ネットのため、一部地域は非ネット。詳細は後述）
7:00 - 7:50 ： 第1部『まもなく箱根駅伝 往路』
7:50 - 14:05 ： 第2部『★SAPPORO新春スポーツスペシャル 第○回東京箱根間往復大学駅伝競走 往路』
1月3日（復路）
5:50 - 6:45 ： 事前番組『箱根駅伝 往路ダイジェスト&復路直前生情報』（ローカルセールス枠・任意ネットのため、一部地域は非ネット。詳細は後述）
7:00 - 7:50 ： 第1部『まもなく箱根駅伝 復路』
7:50 - 14:18 ： 第2部『★SAPPORO新春スポーツスペシャル 第○回東京箱根間往復大学駅伝競走 復路』
14:18 - 15:00 ： 事後番組『続報!箱根駅伝』（テレビ大分・テレビ宮崎を除くNNN28局ネット）
第1部（7:00 - 7:50）はローカルセールス扱いだが、日本テレビなど一部の局ではサッポロビールがスポンサーに付いている。第2部（7:50以降）から『★SAPPORO新春スポーツスペシャル』となり、オープニング映像が冒頭の7:50ごろに流れる。各放送局で決めている実際のプログラムやEPGでは、7:50を境に第1・2部を区切って掲載している。
第67回（1991年）までは、復路も14:05まで（第63回（1987年）は、往路・復路共に13:55まで）の放送であったため、ゴールが時間内に放送されなかった大学もあった。
第81回（2005年）までは、7:00 - 7:45を『見どころ』（番組表の表記は『まもなく箱根駅伝』）として放送し、実況中継は7:45からとなっていた。一部の地方局でも『見どころ』をネットしない地域があり、それらの地域は『笑点』のスピンオフ番組『新春演芸宝船→おはよう笑点』などに差し替えていた。第82回（2006年）より、全てのネット局で7:00からの放送となり、新聞やテレビ情報誌の番組表上は、見どころと実況中継の区分が無くなっている。
第85回（2009年）までは放送センターの出演者は第2部に入ってから登場していたが、第86回（2010年）からは若干構成が変わり、第1部オープニングの時点で一旦放送センターの出演者が挨拶してから、スタート地点にいるリポーターに引き渡す形となった。

## 日本テレビの中継放送体制

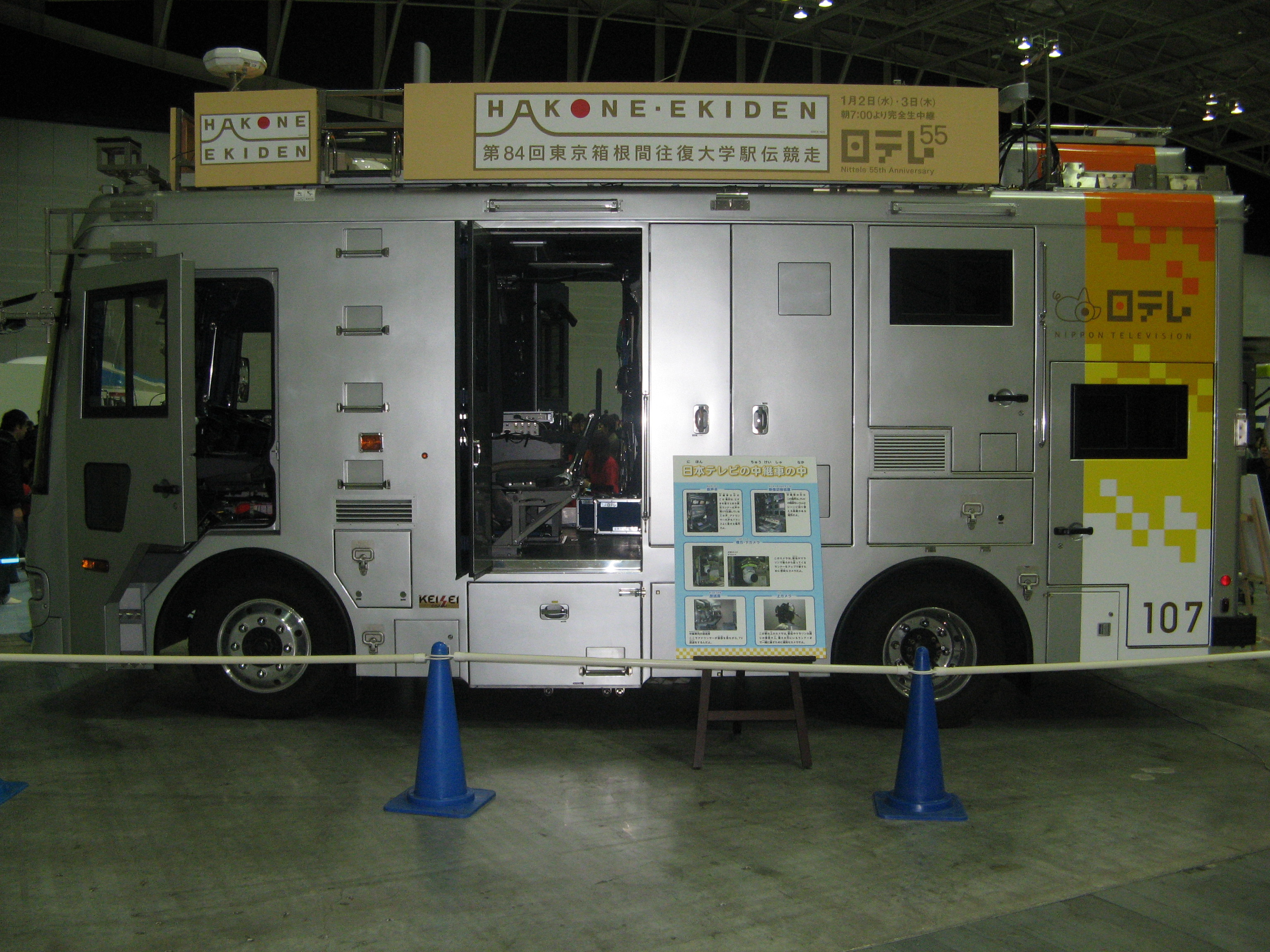
日本テレビ中継車107号 横浜市パシフィコ横浜にて

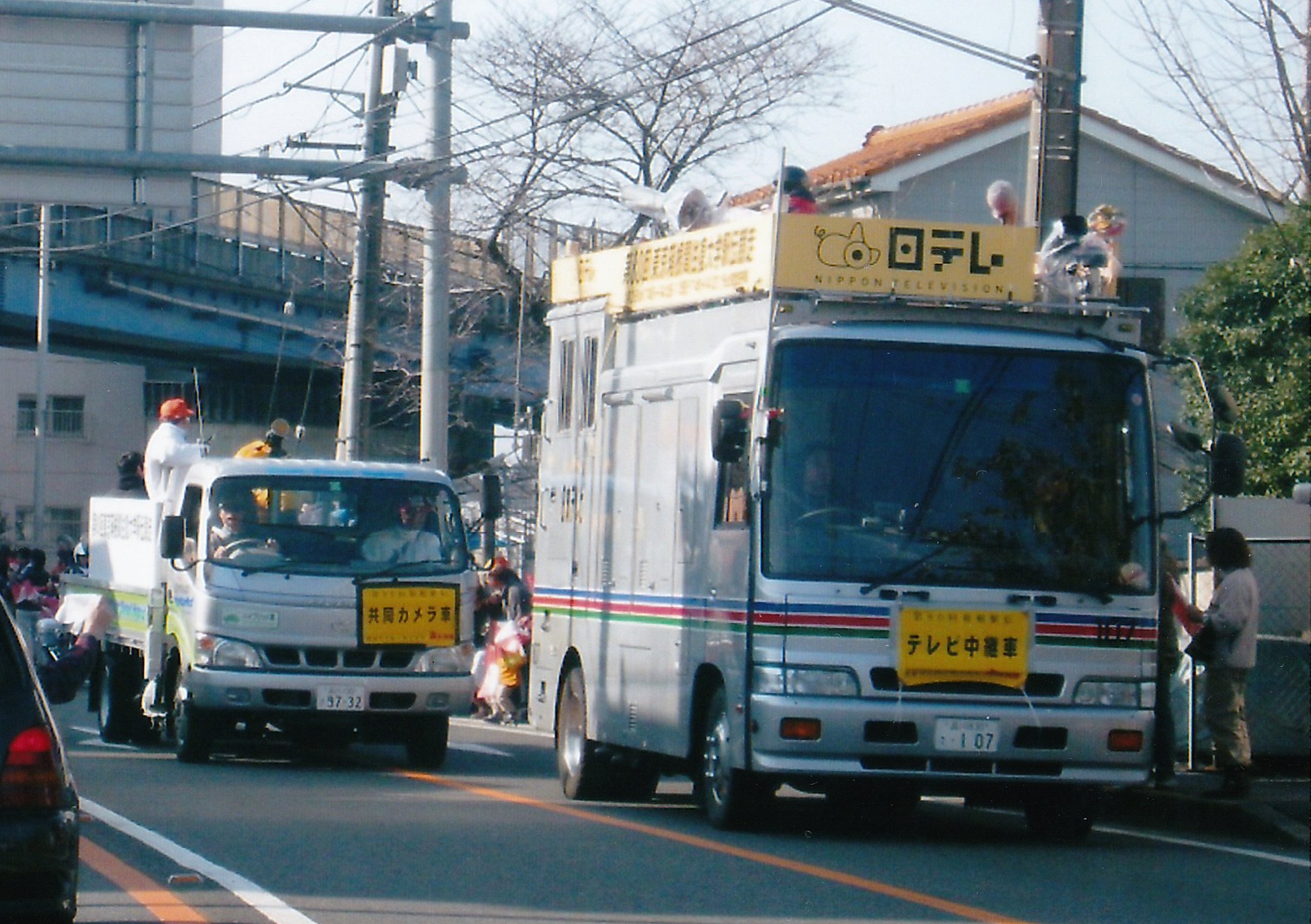
箱根駅伝の先頭を走る中継車（2004年）

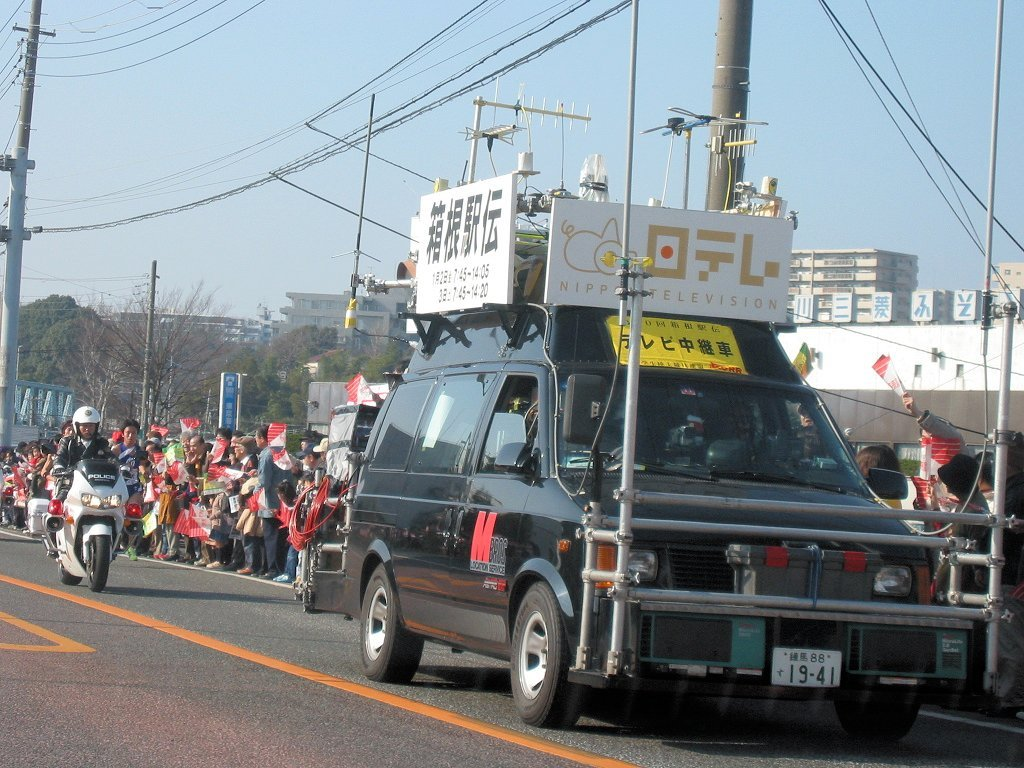
箱根駅伝のテレビ中継車（2004年）

### 体制概要
中継に関わるスタッフは、放送初回となった第63回（1987年）では約700名、第89回（2013年）時点では約1000人となっている。中継に関わる機材は、テレビカメラ81台、移動中継車2台、オートバイ中継車4台、固定中継車12台、ヘリコプター3機である。日本テレビや関連会社だけでは全ての放送機材とスタッフを賄えないため、系列各局や他系列の関連会社からも機材や人員の協力を受けている。例として2013年の大会においては、アナウンサーは14人が実際に実況を行い、その他にもサポートスタッフとして日テレ本体から6人、その他各系列局のアナウンサーの若干名が加わった。
東京都港区東新橋（汐留）の日本テレビ本社内に放送センターが設けられる。アナウンサーや箱根駅伝OBのゲスト解説者が配置されるとともに中継映像のスイッチングや計測タイムのとりまとめなども含め、スタッフ全体のコントロール拠点となる。中継映像や音声は最終的に全てこの放送センターに集められ、全国ネット局に送られる。その他、箱根のNTT双子無線中継所と湘南平にも中継拠点が設置され、ヘリコプターを介した山間部の中継車映像などを集め日本テレビ本社内の放送センターに送信する。5区・6区の山間部は電波が届きづらく、電波中継するヘリコプターが悪天候で飛べないことも想定し、コースと中継基地の両方が見える駒ケ岳、明星ヶ岳、久野林道など数箇所に中継機材を設置し、中継車の映像をそこに一旦集めてから放送センターに映像を送る形式としている。
移動中継車は4台体制で行われおり、前から順番に以下の箇所の中継を行う。
- 1号車…先頭を走り、常に1位の選手を映す。
- 2号車…2位から5位前後の主に順位が変わりそうな選手を映す。第86回（2010年）からは移動中継車からトライク（3輪バイク）に変更された[13]。
- 3号車…2号車より後ろを走る注目選手（往路はごぼう抜き、復路は10位前後のシード校争いなど）を映す。
- 4号車…第79回（2003年）から導入。導入当初からトライクである、上記3台では賄えない部分を映す。

放送上の表記は、2号車はトライク運用にかわっても「2号車」のままであるが、4号車は「バイク」表記である（第93回（2017年）から第98回（2022年）では1号車 - 3号車と同様に「4号車」と表記されていた）。なお第80回（2004年）までは画面上に号車の表記はなされておらず、距離表示の色を変えることで区別していた。
なお、2号車・4号車はそれぞれ「中継カメラ担当のトライク（3輪バイク）」と「実況アナウンサー乗車のバイク」の1チーム2台編成であるため、計4台のバイクを使用している。6区の下り坂区間ではバイク走行の安定性の問題もあり、実況アナウンサー乗車のバイクは平地区間となる残り3km地点から合流する形で運用し、その間の2号車・4号車の映像には1号車、3号車あるいは放送センターのアナウンサーが実況を充てている。
第76回（2000年）から、移動中継車からの電波にはアナログ波に代えてデジタル波を使うようになった。
その他、各所（全中継点およびポイントとなる場所）に固定カメラが設置され、随時順位の正確な把握がなされているとともに選手の通過タイムを独自に計測している。5区・6区の函嶺洞門と10区の日本橋ではクレーンカメラを設置し、ダイナミックな映像を撮影している。
また、本放送以前にも出場する学校への取材を重ねており、出場選手のプロフィールなど、放送への補足資料を作成している。この取材体制は「学校担当制」と呼ばれ、スポーツ新聞の番記者と同じ要領である。

### ハイビジョン化
2003年12月から順次開始された地上デジタル放送に合わせ、第81回（2005年）では放送センターのみハイビジョン画質だったものが第82回（2006年）では移動中継車もハイビジョン対応に更新したことや対応機材の整備、電波送受の体制がとりあえず整ったことを受け、各中継所など固定カメラの映像をハイビジョンに移行、箱根エリアと東京エリアをハイビジョンで中継した。さらに第83回（2007年）では湘南エリアもハイビジョン化し、第84回（2008年）では全ての中継映像がハイビジョン化された（ENG取材映像などではまだアナログ機材によるものも残る）。
- 日本テレビが開催した「デジテク2007」での展示によれば、自社で所有する移動中継車および中継用ヘリコプターを全てフルハイビジョン対応しているテレビ局は世界でも日本テレビのみとのことである。また同展示会での展示内容によると、箱根駅伝は同社の映像中継技術を磨くための場としても用いられており、最新の技術を全て投入して安定かつ高画質な映像を配信できるようにしているとのことである。
- 箱根芦ノ湖の折り返し地点は、日本テレビ系の中継が始まってから数年間の例外はあったものの、隣接する系列局の静岡第一テレビ（SDT）が子会社である静岡第一ビデオ（現・SDTエンタープライズ）と共に担当してきた。しかし、地上デジタル放送の開始と中継映像のハイビジョン化という流れの中でハイビジョン中継の設備を持ち合わせていない静岡第一テレビは、第82回（2006年）以降「固定中継点全てのハイビジョン化」という日本テレビの方針に合致できず、人員及び一部機材のみの応援となった。なお、中継車を含む機材については在京の技術会社であるテレテックからレンタルされている。また大手町スタート・ゴールではテレビ新広島（TSS、フジテレビ系列）の完全子会社であるTSSプロダクションから中継車や機材をレンタル（ただし、これは在京の技術会社・千代田ビデオを経由しているものである[注釈 10][18]）するなど、遠方にある他系列の関係会社からも機材やスタッフをレンタルするケースもある。
- 第84回（2008年）では、1号車に使われた日本テレビ中継車107号が屋根上の箱根駅伝のシンボルマークを付けたまま、1月5日から1月7日までパシフィコ横浜で開催されたトミカ博（日本テレビ主催、タカラトミー協力）の会場内に展示および車内公開され、子供たちの注目を集めた。

### インターネット配信
第96回（2020年）以降、番組公式サイトで、テレビ放送版と同じ内容をスタート10分前から配信する（但しCMの流れている時間帯も中継映像が配信される場合があり、その際は交通規制や沿道の観戦についての案内が流れる。ニュースおよび今昔物語の時間帯は中継映像のみの配信）。また、第93回（2017年）から番組公式サイトで、各区間1か所から定点カメラの映像を配信する。第94回（2018年）はHulu、第96回（2020年）からはTVerでも配信されている（CM中の扱いは公式配信と同様）。第100回大会まであと100日となった2023年9月24日より、番組公式サイトにおいて日本テレビが中継を開始した第63回以降の本大会および第68回以降の予選会のダイジェスト動画を無料で配信する。5区・10区のダイジェストには当時時間の都合により放送されなかった学校のゴールシーンも含まれている。また、後に事件を起こし逮捕されるなどの不祥事を起こした選手もカットされることなく配信されている。
番組としてのウェブサイトは第73回大会から公開されており、当時のウェブサイトの様子はアーカイブサイトなどで確認ができる。当時は中継所及びチェックポイントにおける通過記録を、主にテキスト情報で速報していた。また、大会ごとの担当アナウンサーや解説・ゲストの紹介などのページも設けられており、過去大会のウェブサイトの内容は後年に渡り当時のまま閲覧可能であったが、番組サイトのリニューアルにより公開終了となった。

## シンボルマーク
|  |  |

- 第81回（2005年）からは、富士山と日の出をモチーフにしたデザイン（上図左）を番組シンボルマークとして使用している。
  - 「HAKONE EKIDEN」の「A」の文字の裾を広げたデザインで富士山を、「O」の文字を赤く塗りつぶしたデザインで日の出を表現している。シンボルカラーは日本テレビが当時、新CI・VIとして制定していた「日テレ」ロゴに準じている[注釈 11]。また、「SINCE 1920」の表記は第1回箱根駅伝の開催年を表す。
- 第70回（1994年）から第80回（2004年）まで、「箱根駅伝」の4文字を刻印調に表した箱根駅伝オフィシャルロゴ（上図右）を放送に使用していた時期があり、このロゴは現在でもスタッフジャンパーや箱根駅伝グッズなどに使用されている。なお、このロゴは読売新聞東京本社の登録商標（第3228005号ほか）である。
- 第63回（1987年）から第69回（1993年）までは直線の上下に「東京箱根間往復」「大学駅伝競走」とゴシック（写研「ゴナU」）斜体で横書きし、そのうち「箱根駅伝」の文字のみを拡大したロゴ（当時の箱根駅伝公式プログラムでも使用されていたもの[23]）が使用されていた。

## テーマ曲

### 第85回（2009年）以降のテーマ曲
第85回（2009年）から、オープニング・エンディングともに久石譲が制作したオリジナルテーマソング「Runner of the Spirit」が用いられている。この曲はテレビ番組のテーマ曲としては珍しく吹奏楽曲として作曲されており、これは中学校の吹奏楽部にも演奏できて親しみやすくするという趣旨である。番組内で流れる曲は東京佼成ウインドオーケストラが演奏を担当している。

### 第84回（2008年）までのテーマ曲
- オープニングテーマには、映画『ネバーエンディング・ストーリー』のサウンドトラック『ネバーエンディング・ストーリー / オリジナル・サウンドトラック』に収録されている「喜びの飛行」（Happy Flight, クラウス・ドルディンガー作曲）が使用されていた。初期のスタッフである平谷修三がディレクターに推薦したとされる。第85回で「Runner of the Spirit」が使用されるようになってからは本編では使用されなくなったが他番組で箱根駅伝が紹介される時に時折使われることもあり、2023年4月6日放送された『日テレ系生番組の祭典 生デミー賞2023』でも「喜びの飛行」がBGMとして流れた。
- 第83回（2007年）までのエンディングテーマには、「I Must Go!」（作詞作曲：ヴァン・マッコイ、歌：トミー・ヤング（英語版））が使用されていた。
- 第84回（2008年）では「I Must Go!」が使用されることはなく、エンディングでは「喜びの飛行」のフル・バージョン（サウンドトラックでは『バスチアンの飛行』〔Bastian's Happy Flight〕の題で別収録）の一部と『ファルコンとの出会い』〔Atreju Meets Falkor〕の一部、さらに「喜びの飛行」のラスト部分を編集によりつなぎ合わせたものが流された。
- 第63回・第64回（1987年・1988年）では、日本テレビの「スポーツ行進曲」が使われていた時間帯もあった。
- 他にCM入り時のBGMとして「風光る」(演奏:姫神)のイントロ部分、「NEVER RUN AWAY」（歌：楠木勇有行）のイントロ部分や「箱根八里」（瀧廉太郎作曲）などが、第1部のBGMとして「銀河伝承」（服部克久作曲）が使用されていた。第85回（2009年）以降はこれらのほか提供クレジット表示中、番宣CM中の曲も全て「Runner of the Spirit」に差し替えられた。
- コース紹介時のBGM（本間勇輔作曲「友だちだから -夕子のテーマ-」〈フジテレビアニメ『名門!第三野球部』サウンドトラックより。作詞：岩里祐穂、歌：山咲夕子〉の冒頭10秒をループ編集させたBGM）のみ第85回（2009年）以降も継続して使用されていたが、第96回（2020年）にて変更されている。それまでインターネット配信ではコース紹介時に配信中断していた（原盤権の兼ね合いと思われる）が、この変更後はコース紹介映像も中断せずに配信されている。

#### 「I Must Go!」について
- 日本テレビが中継を開始した第63回（1987年）からエンディングテーマとして使われ、当初は復路のみ使用であったがその後は往路でも使用され、番宣CMにも使われていた。
- 曲が使用されていた時期は毎年反響が大きく、日本テレビへの問い合わせも数多く寄せられていた。そのため、番組公式サイトのトップ画面に曲名や歌手名、楽曲のCDが発売されていない旨が記載されていた年もあった。この曲は、1978年にアメリカで放送されたテレビ映画『モーゼと呼ばれた女性（英語版）』のサウンドトラックに収録されていた曲であるが、中継開始時点では収録LPは既に廃盤になっていた。映画はアメリカで黒人奴隷の脱走・南部各州から北部各州への避難を支援した地下組織「地下鉄道」（Underground Railroad）を描いた作品で、そのシステムが駅伝そのものだったために選ばれたとみられる。
- 番組のラストは、「I Must Go!」に合わせて競走の印象的だったシーンを流し、優勝校のアンカーがゴールテープを切る映像を最後に、東京都心上空のヘリコプター映像へオーバーラップ、番組の制作協力にあたった系列各局[注釈 12]や技術・制作プロダクション、関係機関、そして中継に関わった技術担当者などおおよそのスタッフの氏名（サブアナウンサーも含む）がエンドロールでクレジットされ、例年14:14頃、延べ14時間にわたる中継は終了していた。第69回（1993年）まではエンドロールの最後に「製作著作 日本テレビ」とともに「WE MUST GO」のテロップを表示していた時期もあった。
- 当初のエンディング映像の長さは3分程度であり、音源も編集したものが用いられていたが、末期の第82回大会から第83回大会では約4分間となり、フルバージョンに近いものが流れていた（映像自体は第81回大会から4分間であったが、同大会では冒頭約1分ほどにアナウンサーの実況が被され、BGMの長さは従来のままであった）。
- 日テレジータスでの再放送時もそのまま流されていたが、2023年以降は「Runner of the Spirit」に差し替えとなる場合もある。

## コーナー「箱根駅伝今昔物語」
中継放送の中で数回、過去の大会を走った選手や関係者などのエピソードが紹介されるVTRが挿入される。
もともとは中継映像が途切れた場合の予備映像として制作していたものであったが、制作した日本テレビ側には「これまでに走ったことのある人の話も伝えなければ、箱根駅伝を放送したとは言えない」という自負もあり、箱根駅伝にまつわる様々な逸話や裏話を楽しめるコーナーとなっている。
2023年12月12日には、箱根駅伝第100回を記念し、「箱根駅伝『今昔物語』100年をつなぐ言葉のたすき」（日本テレビ編著・文藝春秋刊、ISBN 4163917926、ISBN 978-4163917924）が書籍として発売された。
その他、CM前アイキャッチでは、過去の大会の名場面を放送している。

## スポンサー
本放送では大会特別協賛であるサッポロビールが全時間帯の筆頭スポンサーとなっており、「サッポロビール（現在の表記は★SAPPORO）新春スポーツスペシャル」の冠が付く。ただし、一社単独協賛番組ではなく複数企業との連合協賛である。サッポロビールでは、現在のコーポレートスローガン「乾杯をもっとおいしく。」と併用する形で、スポーツ中継については協賛社提供クレジットのフレーズを「スポーツマンシップに乾杯!」と表示している。
なお、第86回（2010年）までは正午以降の時間帯でビールなどアルコール商品のCMを流していたが、サッポロビールを含む大手ビールメーカー各社が加盟しているビール酒造組合が「未成年者の飲酒防止の取り組みを強化する」事を理由に、2010年秋より5:00から18:00までノンアルコール飲料を除く酒類のテレビ広告放映が自粛（禁止ではなく同組合の「自主基準」に基づいた自主規制）されたため、第87回（2011年）よりアルコール商品のCMが番組内から消滅し、同社の企業CMや箱根駅伝に絡んだ内容のCM、自粛対象とならない一部のノンアルコール商品のCMに限り放映されている。

## ネット局
日本テレビでは、以下のNNS加盟局（テレビ大分を除く）からスタッフ及び中継機材の協力も受けている。なお、当大会の模様は、クロスネット局を含めすべての日本テレビ系列の放送局で生中継をしている。
■印…事前番組ネット局。
|                   | 放送局                                       | 放送日時                                                    | 備考 |
| ----------------- | -------------------------------------------- | ----------------------------------------------------------- | --- |
| 関東広域圏        | 日本テレビ（NTV）■                           | 1月2日 7:00 - 14:05（生放送） 1月3日 7:00 - 14:18（生放送） | 『新春スポーツスペシャル箱根駅伝』制作局 |
| 北海道            | 札幌テレビ（STV）■                           | 1月2日 7:00 - 14:05（生放送） 1月3日 7:00 - 14:18（生放送） | |
| 青森県            | 青森放送（RAB）                              | 1月2日 7:00 - 14:05（生放送） 1月3日 7:00 - 14:18（生放送） | 第68回（1992年）からフルネット。 |
| 岩手県            | テレビ岩手（TVI）■                           | 1月2日 7:00 - 14:05（生放送） 1月3日 7:00 - 14:18（生放送） | |
| 宮城県            | ミヤギテレビ（MMT）■                         | 1月2日 7:00 - 14:05（生放送） 1月3日 7:00 - 14:18（生放送） | |
| 秋田県            | 秋田放送（ABS）■                             | 1月2日 7:00 - 14:05（生放送） 1月3日 7:00 - 14:18（生放送） | |
| 山形県            | 山形放送（YBC）■                             | 1月2日 7:00 - 14:05（生放送） 1月3日 7:00 - 14:18（生放送） | |
| 福島県            | 福島中央テレビ（FCT）■                       | 1月2日 7:00 - 14:05（生放送） 1月3日 7:00 - 14:18（生放送） | |
| 山梨県            | 山梨放送（YBS）                              | 1月2日 7:00 - 14:05（生放送） 1月3日 7:00 - 14:18（生放送） | 第69回（1993年）からフルネット。 |
| 新潟県            | テレビ新潟（TeNY）■                          | 1月2日 7:00 - 14:05（生放送） 1月3日 7:00 - 14:18（生放送） | |
| 長野県            | テレビ信州（TSB）■                           | 1月2日 7:00 - 14:05（生放送） 1月3日 7:00 - 14:18（生放送） | 第68回（1992年）からフルネット。 |
| 静岡県            | 静岡第一テレビ（SDT）■                       | 1月2日 7:00 - 14:05（生放送） 1月3日 7:00 - 14:18（生放送） | 一時、制作協力が行われなかった時期がある。 |
| 富山県            | 北日本放送（KNB）■                           | 1月2日 7:00 - 14:05（生放送） 1月3日 7:00 - 14:18（生放送） | |
| 石川県            | テレビ金沢（KTK）■                           | 1月2日 7:00 - 14:05（生放送） 1月3日 7:00 - 14:18（生放送） | 第67回（1991年）から放送。 |
| 福井県            | 福井放送（FBC）■                             | 1月2日 7:00 - 14:05（生放送） 1月3日 7:00 - 14:18（生放送） | 第78回（2002年）からフルネット。テレビ朝日系列とのクロスネット局。                                                                                 |
| 中京広域圏        | 中京テレビ（CTV）■                           | 1月2日 7:00 - 14:05（生放送） 1月3日 7:00 - 14:18（生放送） | |
| 近畿広域圏        | 読売テレビ（ytv）■                           | 1月2日 7:00 - 14:05（生放送） 1月3日 7:00 - 14:18（生放送） | |
| 鳥取県 島根県     | 日本海テレビ（NKT）■                         | 1月2日 7:00 - 14:05（生放送） 1月3日 7:00 - 14:18（生放送） | 第66回（1990年）からフルネット。 |
| 広島県            | 広島テレビ（HTV）■                           | 1月2日 7:00 - 14:05（生放送） 1月3日 7:00 - 14:18（生放送） | |
| 山口県            | 山口放送（KRY）                              | 1月2日 7:00 - 14:05（生放送） 1月3日 7:00 - 14:18（生放送） | |
| 徳島県            | 四国放送（JRT）■                             | 1月2日 7:00 - 14:05（生放送） 1月3日 7:00 - 14:18（生放送） | 第78回（2002年）からフルネット。 |
| 香川県 岡山県     | 西日本放送（RNC）■                           | 1月2日 7:00 - 14:05（生放送） 1月3日 7:00 - 14:18（生放送） | |
| 愛媛県            | 南海放送（RNB）■                             | 1月2日 7:00 - 14:05（生放送） 1月3日 7:00 - 14:18（生放送） | 第71回（1995年）からフルネット。 |
| 高知県            | 高知放送（RKC）■                             | 1月2日 7:00 - 14:05（生放送） 1月3日 7:00 - 14:18（生放送） | 第77回（2001年）からフルネット。 |
| 福岡県            | 福岡放送（FBS）■                             | 1月2日 7:00 - 14:05（生放送） 1月3日 7:00 - 14:18（生放送） | |
| 長崎県            | 長崎国際テレビ（NIB）■                       | 1月2日 7:00 - 14:05（生放送） 1月3日 7:00 - 14:18（生放送） | 第68回（1992年）から放送。 |
| 熊本県            | くまもと県民テレビ（KKT）■                   | 1月2日 7:00 - 14:05（生放送） 1月3日 7:00 - 14:18（生放送） | |
| 大分県            | テレビ大分（TOS）■                           | 1月2日 7:00 - 14:05（生放送） 1月3日 7:00 - 14:18（生放送） | フジテレビ系列とのクロスネット局。 一部、ローカルスポンサーに差し替え。                                                                            |
| 宮崎県            | テレビ宮崎（UMK）                            | 1月2日 7:00 - 14:05（生放送） 1月3日 7:00 - 14:18（生放送） | 第65回（1989年）から放送。第93回（2017年）からフルネット。 フジテレビ系列・テレビ朝日系列とのクロスネット局。 一部、ローカルスポンサーに差し替え。 |
| 鹿児島県          | 鹿児島読売テレビ（KYT）■                     | 1月2日 7:00 - 14:05（生放送） 1月3日 7:00 - 14:18（生放送） | 第71回（1995年）から放送。 |
| 衛星放送 （全国） | BS日本（BS日テレ）                           | 1月2日 - 1月3日 21:00 - 22:54 （録画放送）                  | 第77回（2001年）から「箱根駅伝ダイジェスト」を放送。 第88回（2012年）までは19:00 - 22:00。                                                         |
| 衛星放送 （全国） | 日テレジータス （スカパー!・ケーブルテレビ） | 大会終了後 （年度により同日または後日に遅れ放送）           | ダイジェスト版を放送（BS日テレ版の再放送、サッポロビール協賛付）。 第92回（2016年）からは「箱根駅伝G+完全版」と題し、ノーカット版で放送する。      |

過去のネット局
| 放送対象地域 | 放送局              | 現在の系列     | 備考                                                                                                   |
| ------------ | ------------------- | -------------- | --- |
| 石川県       | 石川テレビ（ITC）   | フジテレビ系列 | テレビ金沢開局前の1988年、1989年に番販扱いで放送（復路のみ）。                                         |
| 長崎県       | テレビ長崎（KTN）   | フジテレビ系列 | 1991年まで日本テレビ系列・フジテレビ系列のクロスネット。                                               |
| 長崎県       | 長崎放送（NBC）     | TBS系列        | テレビ長崎がネットできない場合に一時期放送。                                                           |
| 鹿児島県     | 鹿児島テレビ（KTS） | フジテレビ系列 | 1994年まで日本テレビ系列・フジテレビ系列のクロスネット（第69回・第70回（1993年・1994年）は非ネット）。 |

沖縄県では日本テレビ系列の放送局がないため、地上波では一切放送されない。
なお、鹿児島読売テレビのスピルオーバー電波を区域外再放送する形で2020年から沖縄ケーブルネットワークの「テレビにらい」、2023年から宮古テレビにて、本番組のリアルタイム放送を行っている。これにより、一部エリアには限定されるが、沖縄県でも箱根駅伝の視聴が可能になった。
宮崎県では、本番組をテレビ宮崎が放送している一方、日本テレビが筆頭幹事社となっている『全国高等学校サッカー選手権大会』の民間放送43社共同制作機構には宮崎放送（TBS系列）が参加しているため、試合の組み合わせによっては宮崎県代表の出場試合が本番組の裏番組として宮崎放送で放送される場合がある。

## 歴代視聴率
※以下のデータはビデオリサーチ調べ、関東地区・世帯・リアルタイム。
赤文字は歴代最高、青文字は歴代最低の記録。
| 回     | 年     | 視聴率 | 視聴率 | 視聴率 | 視聴率 |
| 回     | 年     | 往路   | 往路   | 復路   | 復路   |
| 回     | 年     | 第1部  | 第2部  | 第1部  | 第2部  |
| ------ | ------ | ------ | ------ | ------ | ------ |
| 第63回 | 1987年 | 18.0%  | 18.7%  | 14.1%  | 21.2%  |
| 第64回 | 1988年 | 22.1%  | 19.2%  | 19.4%  | 20.3%  |
| 第65回 | 1989年 | 20.9%  | 18.7%  | 19.9%  | 21.7%  |
| 第66回 | 1990年 | 17.6%  | 19.4%  | 20.3%  | 22.3%  |

- 第63回（1987年） - 第66回（1990年）は往路・復路共に2部構成。
- 第63回（1987年）は往路の10:25 - 12:00、復路の9:25 - 12:00の時間帯は中継を中断していた。
- 第64回（1988年）は往路の10:25 - 10:50、復路の10:30 - 11:00の時間帯は中継を中断していた。

| 回     | 年     | 視聴率 | 視聴率 |
| 回     | 年     | 往路   | 復路   |
| ------ | ------ | ------ | ------ |
| 第67回 | 1991年 | 19.7%  | 22.7%  |
| 第68回 | 1992年 | 23.2%  | 26.1%  |
| 第69回 | 1993年 | 26.1%  | 27.8%  |
| 第70回 | 1994年 | 24.9%  | 27.3%  |
| 第71回 | 1995年 | 27.1%  | 28.8%  |
| 第72回 | 1996年 | 29.2%  | 28.2%  |
| 第73回 | 1997年 | 26.8%  | 25.4%  |
| 第74回 | 1998年 | 25.7%  | 26.1%  |
| 第75回 | 1999年 | 25.3%  | 28.3%  |
| 第76回 | 2000年 | 26.8%  | 29.0%  |

| 回     | 年     | 視聴率 | 視聴率 |
| 回     | 年     | 往路   | 復路   |
| ------ | ------ | ------ | ------ |
| 第77回 | 2001年 | 24.5%  | 27.5%  |
| 第78回 | 2002年 | 27.5%  | 27.0%  |
| 第79回 | 2003年 | 29.3%  | 31.5%  |
| 第80回 | 2004年 | 25.2%  | 26.6%  |
| 第81回 | 2005年 | 23.7%  | 29.9%  |
| 第82回 | 2006年 | 27.6%  | 29.1%  |
| 第83回 | 2007年 | 27.3%  | 28.5%  |
| 第84回 | 2008年 | 25.4%  | 27.7%  |
| 第85回 | 2009年 | 26.5%  | 27.5%  |
| 第86回 | 2010年 | 27.2%  | 27.9%  |

| 回     | 年     | 視聴率 | 視聴率 |
| 回     | 年     | 往路   | 復路   |
| ------ | ------ | ------ | ------ |
| 第87回 | 2011年 | 25.1%  | 29.5%  |
| 第88回 | 2012年 | 27.9%  | 28.5%  |
| 第89回 | 2013年 | 29.1%  | 27.9%  |
| 第90回 | 2014年 | 26.8%  | 27.0%  |
| 第91回 | 2015年 | 28.2%  | 28.3%  |
| 第92回 | 2016年 | 28.0%  | 27.8%  |
| 第93回 | 2017年 | 27.2%  | 28.4%  |
| 第94回 | 2018年 | 29.4%  | 29.7%  |
| 第95回 | 2019年 | 30.7%  | 32.1%  |
| 第96回 | 2020年 | 27.5%  | 28.6%  |

| 回      | 年     | 視聴率 | 視聴率 |
| 回      | 年     | 往路   | 復路   |
| ------- | ------ | ------ | ------ |
| 第97回  | 2021年 | 31.0%  | 33.7%  |
| 第98回  | 2022年 | 26.2%  | 28.4%  |
| 第99回  | 2023年 | 27.5%  | 29.6%  |
| 第100回 | 2024年 | 26.1%  | 28.3%  |
| 第101回 | 2025年 | 27.9%  | 28.8%  |

## 歴代実況アナウンサー・解説・ゲスト

### 本大会実況アナウンサー
下記に記載する実況アナウンサー以外にも、放送には出てこない大勢のアナウンサーが裏方として参加している（年末年始にニュースや生放送の特番、高校サッカー選手権を担当するアナウンサーは参加しない）。※往路担当は☆、復路担当は★、事後番組担当は▲、○は芦ノ湖スタート・フィニッシュ、●は大手町フィニッシュ。
| 回      | 年     | 放送 センター | 移動中継車 | 移動中継車 | 移動中継車 | 移動中継車     | 中継所     | 中継所     | 中継所     | 中継所     | 小涌園     | 沿道 リポート | スタート フィニッシュ | インタビュー            | 事前番組 事後番組                                             |
| 回      | 年     | 放送 センター | 1号車      | 2号車      | 3号車      | 4号車 (バイク) | 鶴見       | 戸塚       | 平塚       | 小田原     | 小涌園     | 沿道 リポート | スタート フィニッシュ | インタビュー            | 事前番組 事後番組                                             |
| ------- | ------ | ------------- | ---------- | ---------- | ---------- | -------------- | ---------- | ---------- | ---------- | ---------- | ---------- | ------------- | --------------------- | ----------------------- | ------------------------------------------------------------- |
| 第63回  | 1987年 | 小川光明      | 芦沢俊美   | 山下末則   | 小倉淳     | (運用なし)     | 白岩裕之   | 多昌博志   | (配置なし) | 白岩裕之   | 多昌博志   | (配置なし)    | 舛方勝宏              | 増田隆生                | （不明）                                                      |
| 第64回  | 1988年 | 小川光明      | 芦沢俊美   | 松永二三男 | 小倉淳     | (運用なし)     | 多昌博志   | 船越雅史   | 増田隆生   | 多昌博志   | 船越雅史   | (配置なし)    | 今井伊佐男            | 日高直人                | （不明）                                                      |
| 第65回  | 1989年 | 小川光明      | 芦沢俊美   | 山下末則   | 多昌博志   | (運用なし)     | 船越雅史   | 増田隆生   | 保坂昌宏   | 船越雅史   | 増田隆生   | (配置なし)    | 今井伊佐男            | 村山喜彦                | （不明）                                                      |
| 第66回  | 1990年 | 小川光明      | 芦沢俊美   | 多昌博志   | 船越雅史   | (運用なし)     | 増田隆生   | 保坂昌宏   | 村山喜彦   | 増田隆生   | 浅見源司郎 | (配置なし)    | 山下末則              | 保坂昌宏☆ 村山喜彦★     | （不明）                                                      |
| 第67回  | 1991年 | 小川光明      | 芦沢俊美   | 多昌博志   | 村山喜彦   | (運用なし)     | 船越雅史   | 保坂昌宏   | 松永二三男 | 船越雅史   | 福澤朗     | (配置なし)    | 白岩裕之              | 保坂昌宏☆ 松永二三男★   | （不明）                                                      |
| 第68回  | 1992年 | 小川光明      | 芦沢俊美   | 船越雅史   | 村山喜彦   | (運用なし)     | 保坂昌宏   | 松永二三男 | 鈴木健     | 保坂昌宏   | 後藤俊哉   | (配置なし)    | 多昌博志              | 松永二三男              | （不明）                                                      |
| 第69回  | 1993年 | 小川光明      | 芦沢俊美   | 船越雅史   | 鈴木健     | (運用なし)     | 村山喜彦   | 保坂昌宏   | 後藤俊哉   | 村山喜彦   | 河村亮     | (配置なし)    | 山下末則              | 松永二三男              | 松永二三男                                                    |
| 第70回  | 1994年 | 小川光明      | 芦沢俊美   | 船越雅史   | 村山喜彦   | (運用なし)     | 保坂昌宏   | 鈴木健     | 増田隆生   | 保坂昌宏   | 後藤俊哉   | (配置なし)    | 多昌博志              | 松永二三男              | 松永二三男                                                    |
| 第71回  | 1995年 | 芦沢俊美      | 山下末則   | 船越雅史   | 村山喜彦   | (運用なし)     | 保坂昌宏   | 河村亮     | 増田隆生   | 保坂昌宏   | 後藤俊哉   | (配置なし)    | 松永二三男            | 小川光明                | 小川光明                                                      |
| 第72回  | 1996年 | 芦沢俊美      | 山下末則   | 松永二三男 | 増田隆生   | (運用なし)     | 河村亮     | 保坂昌宏   | 後藤俊哉   | 平川健太郎 | 藤井貴彦   | (配置なし)    | 村山喜彦              | 小川光明                | 小川光明                                                      |
| 第73回  | 1997年 | 山下末則      | 船越雅史   | 増田隆生   | 金子茂     | (運用なし)     | 平川健太郎 | 今井伊佐男 | 吉田填一郎 | 後藤俊哉   | 鈴木君枝   | (配置なし)    | 松永二三男            | 小川光明                | 小川光明                                                      |
| 第74回  | 1998年 | 山下末則      | 船越雅史   | 増田隆生   | 平川健太郎 | (運用なし)     | 松永二三男 | 河村亮     | 吉田填一郎 | 羽鳥慎一   | 舟津宜史   | (配置なし)    | 村山喜彦              | 小川光明                | 小川光明                                                      |
| 第75回  | 1999年 | 山下末則      | 多昌博志   | 平川健太郎 | 河村亮     | (運用なし)     | 村山喜彦   | 羽鳥慎一   | 吉田填一郎 | 若林健治   | 舟津宜史   | (配置なし)    | 増田隆生              | 小川光明                | 小川光明                                                      |
| 第76回  | 2000年 | 山下末則      | 多昌博志   | 船越雅史   | 村山喜彦   | (運用なし)     | 平川健太郎 | 河村亮     | 吉田填一郎 | 羽鳥慎一   | 矢島学     | (配置なし)    | 増田隆生              | 小川光明                | 小川光明                                                      |
| 第77回  | 2001年 | 山下末則      | 船越雅史   | 村山喜彦   | 河村亮     | (運用なし)     | 羽鳥慎一   | 平川健太郎 | 矢島学     | 蛯原哲     | 町田浩徳   | (配置なし)    | 多昌博志              | 吉田填一郎              | 小川光明                                                      |
| 第78回  | 2002年 | 山下末則      | 船越雅史   | 平川健太郎 | 河村亮     | (運用なし)     | 矢島学     | 羽鳥慎一   | 小倉淳     | 蛯原哲     | 菅谷大介   | (配置なし)    | 多昌博志              | 吉田填一郎              | 小川光明                                                      |
| 第79回  | 2003年 | 山下末則      | 船越雅史   | 河村亮     | 羽鳥慎一   | 町田浩徳       | 平川健太郎 | 蛯原哲     | 矢島学     | 菅谷大介   | 高橋雄一   | (配置なし)    | 多昌博志              | 吉田填一郎              | 小川光明 柴田倫世 寺島淳司 瀬古利彦                           |
| 第80回  | 2004年 | 山下末則      | 船越雅史   | 河村亮     | 矢島学     | 町田浩徳       | 羽鳥慎一   | 蛯原哲     | 高橋雄一   | 菅谷大介   | 新谷保志   | (配置なし)    | 平川健太郎            | 小川光明                | 小川光明 柴田倫世                                             |
| 第81回  | 2005年 | 船越雅史      | 河村亮     | 平川健太郎 | 矢島学     | 蛯原哲         | 町田浩徳   | 菅谷大介   | 新谷保志   | 高橋雄一   | 森圭介     | (配置なし)    | 村山喜彦              | 山下末則                | 山下末則 杉上佐智枝                                           |
| 第82回  | 2006年 | 船越雅史      | 平川健太郎 | 矢島学     | 森圭介     | 蛯原哲         | 新谷保志   | 菅谷大介   | 田中毅     | 町田浩徳   | 高橋雄一   | (配置なし)    | 村山喜彦              | 山下末則                | 山下末則 杉上佐智枝                                           |
| 第83回  | 2007年 | 村山喜彦      | 平川健太郎 | 矢島学     | 蛯原哲     | 町田浩徳       | 新谷保志   | 田中毅     | 森圭介     | 新谷保志   | 高橋雄一   | (配置なし)    | 河村亮                | 菅谷大介                | 菅谷大介 杉上佐智枝                                           |
| 第84回  | 2008年 | 村山喜彦      | 平川健太郎 | 矢島学     | 蛯原哲     | 新谷保志       | 町田浩徳   | 森圭介     | 高橋雄一   | 田中毅     | 上重聡     | (配置なし)    | 河村亮                | 菅谷大介                | 菅谷大介 佐藤良子                                             |
| 第85回  | 2009年 | 村山喜彦      | 河村亮     | 蛯原哲     | 矢島学     | 町田浩徳       | 森圭介     | 新谷保志   | 上重聡     | 高橋雄一   | 青木源太   | (配置なし)    | 平川健太郎            | 菅谷大介                | 菅谷大介 佐藤良子                                             |
| 第86回  | 2010年 | 村山喜彦      | 河村亮     | 蛯原哲     | 町田浩徳   | 森圭介         | 新谷保志   | 高橋雄一   | 上重聡     | 菅谷大介   | 青木源太   | (配置なし)    | 平川健太郎            | 矢島学                  | 矢島学 佐藤良子                                               |
| 第87回  | 2011年 | 村山喜彦      | 河村亮     | 蛯原哲     | 新谷保志   | 町田浩徳       | 森圭介     | 高橋雄一   | 青木源太   | 菅谷大介   | 佐藤義朗   | (配置なし)    | 平川健太郎            | 矢島学                  | 矢島学 森麻季 佐藤良子▲                                       |
| 第88回  | 2012年 | 村山喜彦      | 河村亮     | 蛯原哲     | 新谷保志   | 森圭介         | 町田浩徳   | 青木源太   | 菅谷大介   | 上重聡     | 佐藤義朗   | (配置なし)    | 平川健太郎            | 矢島学☆ 菅谷大介★       | 矢島学 佐藤良子                                               |
| 第89回  | 2013年 | 村山喜彦      | 河村亮     | 蛯原哲     | 町田浩徳   | 森圭介         | 新谷保志   | 菅谷大介   | 佐藤義朗   | 上重聡     | 辻岡義堂   | (配置なし)    | 平川健太郎            | 矢島学☆ 佐藤良子★       | 矢島学 徳島えりか                                             |
| 第90回  | 2014年 | 村山喜彦      | 河村亮     | 新谷保志   | 森圭介     | 上重聡         | 町田浩徳   | 佐藤義朗   | 青木源太   | 菅谷大介   | 辻岡義堂   | (配置なし)    | 蛯原哲                | 平川健太郎☆ 徳島えりか★ | 平川健太郎 水卜麻美                                           |
| 第91回  | 2015年 | 平川健太郎    | 河村亮     | 新谷保志   | 町田浩徳   | 上重聡         | 佐藤義朗   | 森圭介     | 辻岡義堂   | 菅谷大介   | 安藤翔     | (配置なし)    | 蛯原哲                | 徳島えりか☆ 菅谷大介★   | 村山喜彦 水卜麻美                                             |
| 第92回  | 2016年 | 平川健太郎    | 河村亮     | 町田浩徳   | 森圭介     | 佐藤義朗       | 青木源太   | 上重聡     | 菅谷大介   | 辻岡義堂   | 安藤翔     | (配置なし)    | 蛯原哲                | 後藤晴菜☆ 徳島えりか★   | 村山喜彦 水卜麻美                                             |
| 第93回  | 2017年 | 平川健太郎    | 河村亮     | 蛯原哲     | 森圭介     | 佐藤義朗       | 町田浩徳   | 辻岡義堂   | 安藤翔     | 上重聡     | 山本健太   | (配置なし)    | 菅谷大介              | 杉野真実☆ 後藤晴菜★     | 村山喜彦 水卜麻美 徳島えりか                                  |
| 第94回  | 2018年 | 平川健太郎    | 河村亮     | 蛯原哲     | 森圭介     | 佐藤義朗       | 町田浩徳   | 上重聡     | 山本健太   | 安藤翔     | 平松修造   | (配置なし)    | 菅谷大介              | 杉野真実☆ 後藤晴菜★     | 村山喜彦 辻岡義堂 水卜麻美 徳島えりか                         |
| 第95回  | 2019年 | 平川健太郎    | 蛯原哲     | 森圭介     | 上重聡     | 佐藤義朗       | 安藤翔     | 山本健太   | 辻岡義堂   | 町田浩徳   | 平松修造   | (配置なし)    | 菅谷大介              | 村山喜彦☆ 後藤晴菜★     | 河村亮 徳島えりか 水卜麻美 杉野真実                           |
| 第96回  | 2020年 | 平川健太郎    | 蛯原哲     | 佐藤義朗   | 上重聡     | 森圭介         | 安藤翔     | 山本健太   | 平松修造   | 町田浩徳   | 伊藤大海   | (配置なし)    | 菅谷大介              | 徳島えりか              | 河村亮 後藤晴菜 水卜麻美▲ 杉野真実▲                           |
| 第97回  | 2021年 | 平川健太郎    | 蛯原哲     | 佐藤義朗   | 上重聡     | 安藤翔         | 山本健太   | 町田浩徳   | 伊藤大海   | 平松修造   | 梅澤廉     | (配置なし)    | 森圭介                | 後藤晴菜☆ 菅谷大介★     | 菅谷大介☆ 杉野真実☆▲ 徳島えりか★ 後藤晴菜★ 水卜麻美▲          |
| 第98回  | 2022年 | 平川健太郎    | 蛯原哲     | 佐藤義朗   | 山本健太   | 安藤翔         | 上重聡     | 平松修造   | 梅澤廉     | 伊藤大海   | 町田浩徳   | 後藤晴菜      | 森圭介                | 杉野真実☆ 菅谷大介★     | 菅谷大介☆ 杉原凜☆ 杉野真実★ 佐藤梨那★ 徳島えりか▲ 石川みなみ▲ |
| 第99回  | 2023年 | 平川健太郎    | 蛯原哲     | 森圭介     | 中野謙吾   | 山本健太       | 平松修造   | 安藤翔     | 梅澤廉     | 伊藤大海   | 大町怜央   | 杉野真実      | 上重聡○ 菅谷大介●     | 町田浩徳☆ 上重聡★       | 菅谷大介☆ 市來玲奈☆ 町田浩徳★ 佐藤梨那★ 徳島えりか▲ 弘竜太郎▲ |
| 第100回 | 2024年 | 平川健太郎    | 蛯原哲     | 山本健太   | 中野謙吾   | 平松修造       | 伊藤大海   | 梅澤廉     | 北脇太基   | 町田浩徳   | 大町怜央   | 杉野真実      | 上重聡○ 森圭介●       | 村山喜彦☆ 菅谷大介★     | 菅谷大介☆ 村山喜彦★ 弘竜太郎 徳島えりか▲ 石川みなみ▲          |
| 第101回 | 2025年 | 蛯原哲        | 平川健太郎 | 山本健太   | 梅澤廉     | 平松修造       | 伊藤大海   | 北脇太基   | 杉野真実   | 大町怜央   | 杉原凛     | 石川みなみ    | 中野謙吾              | 佐藤梨那☆ 菅谷大介★     | 町田浩徳 弘竜太郎 辻岡義堂▲ 佐藤梨那▲                         |

### 本大会解説・ゲスト
※往路担当は☆、復路担当は★、第1部担当は△、第2部担当は▲。
| 回      | 年     | 放送センター解説    | 1号車解説  | 往路ゲスト                 | 復路ゲスト                          |
| ------- | ------ | ------------------- | ---------- | -------------------------- | ----------------------------------- |
| 第63回  | 1987年 | 関根忠則            | 大久保初男 | 服部誠△ 佐藤光信▲          | 酒匂真次△ 土谷和夫▲ 昼田哲士▲       |
| 第64回  | 1988年 | 横溝三郎            | 大久保初男 | 石井隆士△ 佐藤進▲          | 谷口浩美△ 宗猛△ 横道正憲▲ 篠田正浩▲ |
| 第65回  | 1989年 | 横溝三郎            | 大塚正美   | 瀬古利彦 只隈伸也          | 奥貫博 工藤康弘                     |
| 第66回  | 1990年 | 水田信道            | 横溝三郎   | 小指徹                     | 佐々木亘 （旧姓：坂本）             |
| 第67回  | 1991年 | 水田信道            | 横溝三郎   | 山田和人                   | 野房和彦                            |
| 第68回  | 1992年 | 横溝三郎            | 大久保初男 | 実井謙二郎                 | 仲村明                              |
| 第69回  | 1993年 | 横溝三郎            | 大久保初男 | 平塚潤                     | 島嵜貴之                            |
| 第70回  | 1994年 | 横溝三郎            | 大久保初男 | 谷口浩美                   | 帖佐寛章                            |
| 第71回  | 1995年 | 横溝三郎            | 碓井哲雄   | 武井隆次                   | 黒木純                              |
| 第72回  | 1996年 | 横溝三郎            | 碓井哲雄   | 櫛部静二 奈良修            | 広瀬諭史 本川一美                   |
| 第73回  | 1997年 | 横溝三郎            | 碓井哲雄   | 渡辺康幸                   | 藤脇友介 重田真孝                   |
| 第74回  | 1998年 | 横溝三郎            | 碓井哲雄   | 小林雅幸                   | 浜野健 市川大輔                     |
| 第75回  | 1999年 | 横溝三郎            | 碓井哲雄   | 瀬古利彦 中馬大輔          | 中野幹生 藤田幸則                   |
| 第76回  | 2000年 | 横溝三郎            | 碓井哲雄   | 谷口浩美 三代直樹          | 佐藤信之 藤田敦史                   |
| 第77回  | 2001年 | 横溝三郎            | 碓井哲雄   | 近藤重勝                   | 西田隆維 山田和人                   |
| 第78回  | 2002年 | 横溝三郎            | 碓井哲雄   | 坪田智夫                   | 西田隆維 高橋謙介                   |
| 第79回  | 2003年 | 横溝三郎            | 碓井哲雄   | 徳本一善                   | 武井隆次 高橋正仁                   |
| 第80回  | 2004年 | 横溝三郎☆ 碓井哲雄★ | 瀬古利彦   | 澤木啓祐 藤原正和          | 谷口浩美 松下龍治                   |
| 第81回  | 2005年 | 碓井哲雄☆ 横溝三郎★ | 瀬古利彦   | 諏訪利成                   | 尾方剛 内田直将                     |
| 第82回  | 2006年 | 碓井哲雄☆ 横溝三郎★ | 瀬古利彦   | 藤田敦史                   | 越川秀宣                            |
| 第83回  | 2007年 | 碓井哲雄☆ 青葉昌幸★ | 瀬古利彦   | 徳本一善 村上康則          | 板倉克宜 糟谷悟                     |
| 第84回  | 2008年 | 碓井哲雄            | 瀬古利彦   | 佐藤敦之 今井正人          | 藤田敦史 山下拓郎                   |
| 第85回  | 2009年 | 碓井哲雄            | 瀬古利彦   | 今井正人 上野裕一郎        | 安西秀幸 駒野亮太                   |
| 第86回  | 2010年 | 碓井哲雄            | 瀬古利彦   | 伊達秀晃 竹澤健介          | 堺晃一 伊藤一行                     |
| 第87回  | 2011年 | 碓井哲雄            | 瀬古利彦   | 佐藤悠基 大西智也          | 髙林祐介 尾﨑貴宏                   |
| 第88回  | 2012年 | 碓井哲雄            | 瀬古利彦   | 中井祥太 宇賀地強          | 高見諒 高野寛基                     |
| 第89回  | 2013年 | 碓井哲雄            | 瀬古利彦   | 柏原竜二 鎧坂哲哉          | 井上翔太 八木勇樹                   |
| 第90回  | 2014年 | 碓井哲雄            | 瀬古利彦   | 大塚正美 武井隆次 出岐雄大 | 榎木和貴 千葉健太                   |
| 第91回  | 2015年 | 碓井哲雄            | 瀬古利彦   | 設楽啓太 服部翔大          | 窪田忍 廣瀨大貴                     |
| 第92回  | 2016年 | 碓井哲雄☆ 瀬古利彦★ | 渡辺康幸   | 村山謙太 田口雅也          | 藤川拓也 井上大仁                   |
| 第93回  | 2017年 | 瀬古利彦☆ 碓井哲雄★ | 渡辺康幸   | 村澤明伸 神野大地          | 中村匠吾 服部勇馬                   |
| 第94回  | 2018年 | 瀬古利彦☆ 碓井哲雄★ | 渡辺康幸   | 大迫傑 一色恭志            | 佐藤悠基 服部弾馬                   |
| 第95回  | 2019年 | 瀬古利彦☆ 碓井哲雄★ | 渡辺康幸   | 鈴木健吾 田村和希          | 大塚祥平                            |
| 第96回  | 2020年 | 瀬古利彦☆ 碓井哲雄★ | 渡辺康幸   | 中村匠吾 森田歩希          | 設楽悠太 湊谷春紀                   |
| 第97回  | 2021年 | 瀬古利彦☆ 碓井哲雄★ | 渡辺康幸   | 相澤晃 浦野雄平            | 館澤亨次 鈴木塁人                   |
| 第98回  | 2022年 | 瀬古利彦            | 渡辺康幸   | 大迫傑 鈴木健吾            | 𠮷田圭太 小林歩                     |
| 第99回  | 2023年 | 瀬古利彦            | 渡辺康幸   | 星岳 宮下隼人              | 飯田貴之 佃康平                     |
| 第100回 | 2024年 | 瀬古利彦            | 渡辺康幸   | 今井正人 田澤廉 嶋津雄大   | 山野力 岸本大紀 若林陽大            |
| 第101回 | 2025年 | 瀬古利彦☆ 大後栄治★ | 渡辺康幸   | 三浦龍司 鈴木芽吹 吉居大和 | 葛西潤 佐藤一世 伊地知賢造          |

### 予選会
| 回      | 年     | 放送センター | 放送センター      | 放送センター      | 2号車        | 3号車        | 後続実況          | リポート                                    |
| 回      | 年     | 実況         | 解説              | ゲスト            | 2号車        | 3号車        | 後続実況          | リポート                                    |
| ------- | ------ | ------------ | ----------------- | ----------------- | ------------ | ------------ | ----------------- | ------------------------------------------- |
| 第68回  | 1991年 | 多昌博志     | （配置なし）      | （配置なし）      | （配置なし） | （配置なし） | （配置なし）      | 鈴木健                                      |
| 第69回  | 1992年 | 芦沢俊美     | 横溝三郎          | 上田誠仁          | （配置なし） | （配置なし） | （配置なし）      | 多昌博志 鈴木健                             |
| 第70回  | 1993年 | 芦沢俊美     | 横溝三郎          | 進藤吉紀          | （配置なし） | （配置なし） | （配置なし）      | 多昌博志 鈴木健                             |
| 第71回  | 1994年 | 芦沢俊美     | 横溝三郎          | 千葉信彦          | 村山喜彦     | （配置なし） | （配置なし）      | 保坂昌宏 松永二三男                         |
| 第72回  | 1995年 | 芦沢俊美     | 横溝三郎          | （配置なし）      | 松永二三男   | 増田隆生     | （配置なし）      | 平川健太郎 村山喜彦                         |
| 第73回  | 1996年 | 山下末則     | 横溝三郎          | 藤脇友介          | 船越雅史     | 金子茂       | （配置なし）      | 今井伊佐男 吉田塡一郎 平川健太郎 松永二三男 |
| 第74回  | 1997年 | 山下末則     | 横溝三郎          | 磯松大輔          | 松永二三男   | 平川健太郎   | （配置なし）      | 舟津宜史 吉田塡一郎 羽鳥慎一 増田隆生       |
| 第75回  | 1998年 | 山下末則     | 碓井哲雄          | 山本佑樹          | 多昌博志     | 河村亮       | （配置なし）      | 羽鳥慎一 吉田塡一郎 若林健治 増田隆生       |
| 第76回  | 1999年 | 山下末則     | 碓井哲雄          | 山本佑樹          | 多昌博志     | 船越雅史     | （配置なし）      | 村山喜彦 矢島学 増田隆生                    |
| 第77回  | 2000年 | 河村亮       | （配置なし）      | （配置なし）      | （配置なし） | （配置なし） | （配置なし）      | （配置なし）                                |
| 第78回  | 2001年 | 平川健太郎   | （配置なし）      | （配置なし）      | （配置なし） | （配置なし） | （配置なし）      | （配置なし）                                |
| 第79回  | 2002年 | 河村亮       | 碓井哲雄          | （配置なし）      | （配置なし） | （配置なし） | （配置なし）      | 多昌博志 平川健太郎                         |
| 第80回  | 2003年 | 平川健太郎   | 碓井哲雄          | （配置なし）      | （配置なし） | （配置なし） | （配置なし）      | 高橋雄一                                    |
| 第81回  | 2004年 | 河村亮       | 碓井哲雄          | （配置なし）      | （配置なし） | （配置なし） | （配置なし）      | 蛯原哲 森圭介                               |
| 第82回  | 2005年 | 河村亮       | 碓井哲雄          | （配置なし）      | （配置なし） | （配置なし） | （配置なし）      | （配置なし）                                |
| 第83回  | 2006年 | 平川健太郎   | 碓井哲雄          | （配置なし）      | （配置なし） | （配置なし） | （配置なし）      | 町田浩徳                                    |
| 第84回  | 2007年 | 高橋雄一     | 碓井哲雄          | （配置なし）      | （配置なし） | （配置なし） | （配置なし）      | 杉上佐智枝 松尾英里子                       |
| 第85回  | 2008年 | 高橋雄一     | 碓井哲雄          | （配置なし）      | （配置なし） | （配置なし） | （配置なし）      | 菅谷大介 松尾英里子                         |
| 第86回  | 2009年 | 森圭介       | 碓井哲雄          | （配置なし）      | （配置なし） | （配置なし） | （配置なし）      | （配置なし）                                |
| 第87回  | 2010年 | 新谷保志     | 碓井哲雄          | （配置なし）      | （配置なし） | （配置なし） | （配置なし）      | 松尾英里子                                  |
| 第88回  | 2011年 | 矢島学       | 碓井哲雄          | （配置なし）      | （配置なし） | （配置なし） | （配置なし）      | 菅谷大介                                    |
| 第89回  | 2012年 | 森圭介       | 碓井哲雄          | （配置なし）      | （配置なし） | （配置なし） | （配置なし）      | 水卜麻美                                    |
| 第90回  | 2013年 | 平川健太郎   | 碓井哲雄          | 早川翼            | 菅谷大介     | 辻岡義堂     | （配置なし）      | 徳島えりか                                  |
| 第91回  | 2014年 | 菅谷大介     | 碓井哲雄          | 寺田夏生          | 新谷保志     | 辻岡義堂     | （配置なし）      | 森圭介 徳島えりか                           |
| 第92回  | 2015年 | 菅谷大介     | 碓井哲雄 渡辺康幸 | （配置なし）      | 安藤翔       | 山本健太     | （配置なし）      | 青木源太 平川健太郎 後藤晴菜                |
| 第93回  | 2016年 | 平川健太郎   | 碓井哲雄          | 村山紘太          | 町田浩徳     | 山本健太     | （配置なし）      | 後藤晴菜 上重聡                             |
| 第94回  | 2017年 | 平川健太郎   | 碓井哲雄          | 戸田雅稀          | 上重聡       | 山本健太     | （配置なし）      | 後藤晴菜 梅澤廉                             |
| 第95回  | 2018年 | 上重聡       | 碓井哲雄          | 栃木渡            | 山本健太     | 梅澤廉       | （配置なし）      | 平川健太郎 杉野真実                         |
| 第96回  | 2019年 | 上重聡       | 碓井哲雄 渡辺康幸 | 堀尾謙介          | 山本健太     | 伊藤大海     | （配置なし）      | 梅澤廉 後藤晴菜                             |
| 第97回  | 2020年 | 上重聡       | 碓井哲雄          | 前田康弘 伊藤達彦 | （配置なし） | （配置なし） | （配置なし）      | 安藤翔 梅澤廉 平松修造                      |
| 第98回  | 2021年 | 森圭介       | 渡辺康幸          | 長門俊介 阿部弘輝 | （配置なし） | （配置なし） | （配置なし）      | 菅谷大介 徳島えりか 山本健太 伊藤大海       |
| 第99回  | 2022年 | 安藤翔       | 渡辺康幸          | 藤原正和          | （配置なし） | （配置なし） | 菅谷大介          | 森圭介 徳島えりか 弘竜太郎                  |
| 第100回 | 2023年 | 平川健太郎   | 渡辺康幸          | 大八木弘明        | （配置なし） | （配置なし） | 弘竜太郎 伊藤大海 | 北脇太基 佐藤梨那                           |
| 第101回 | 2024年 | 蛯原哲       | 渡辺康幸          | 大後栄治          | 伊藤大海     | 弘竜太郎     | （配置なし）      | 北脇太基 山本里咲                           |

## スタッフ

### 2025年（第101回）現在
- マイクロプラン：船越正道（第101回）
- 音声プラン：瀧島要介（第99回 - ）
- エリアTD(テクニカルディレクター)：舘野真也（第101回）
- 総合TD(テクニカルディレクター)：沼田広美（第101回、以前はマイクロプラン→第99回、第100回はエリアTD）
- テクニカルマネージャー(TM)：岡田直紀（第101回、以前はマイクロプラン→第100回は総合TD）
- ディレクター：上本一（第100回 - ）
- 総合ディレクター：松岡祐樹（第99回 - 、以前はディレクター）
- プロデューサー：椿亮輔（第101回、以前はディレクター→総合ディレクター）
- チーフプロデューサー：土谷幸弘（第101回、以前はプロデューサー）
- 製作著作：日本テレビ

### 歴代番組スタッフ
- 技術：矢沢直樹、中村洋二（札幌テレビ）、渡辺洋、古井戸博、天野重幸、北野政憲、村上孝一、宮下英俊、山岸真、杉本好造、一本哉、片柳幸夫、今村公威、勝見明久、原泰造、熨斗賢司、福王寺貴之、山口裕司、山本英雄、島村隆宏、小椋敏宏、渡邊勇二、鎌倉和由、保刈寛之、蔦佳樹、各務裕之、大竹弘一、牛山雅博、清野理、伊東俊哉
- マイクロプラン：江頭恭二、小野敏之、尾山直樹、藤原将展（藤原→第100回）
- 音声プラン：清水秀明、岡田洋一、櫻田勝博、中島和真
- 総合テクニカルディレクター：須田昌宏、天野重幸、勝見明久、柴田康弘、佐治佳一、山本英雄、神田洋介、渡邊勇二、菅谷典彦、上野豊（上野→以前はエリアTD）、高橋尚志（第98回、第99回）
- エリアテクニカルディレクター：大西一孝、山中隆吉、大森達雄、水島光一、矢込宏敬、神田洋介、小澤郁彌、菅谷典彦、山口裕司、黒木貴博、鈴木雄仁、上野豊、大越克人（大越→以前は技術）、小峰祐司
- テクニカルマネージャー：佐治佳一、山本聡一（山本→以前は技術、エリアTD）、川合亮（第99回、第100回、以前は音声プラン）
- ディレクター：平谷修三、竹下洋、丸山公夫、菊池剛太、黒岩直樹、梅垣進、新井直彦、村手武治、実成俊也、宮本修二、岡部智洋、稲垣眞一、柴田哲志、松本達夫、橋本敦、岡田謙吾、酒井基成、渡瀬慶吾、市川浩崇、笈川真、紀内良彦、水田貴久、木村拓也、松本和将（松本和→第98回、第99回）、生山太智（第100回）
- 総合ディレクター：田中晃、実成俊也、橋本敦、岡部智洋、稲垣眞一、木戸弘士、市川浩崇
- プロデューサー：坂田信久、柴田哲志、黒岩直樹、新井直彦、今村司、橋本敦、鶴田史隆、木村拓也（木村→以前はディレクター）、望月浩平（第97回 - 第100回 、以前は総合ディレクター）
- チーフプロデューサー：黒岩直樹、岩崎泰治、宗田英成、木戸弘士（木戸→第95回 - 第97回、以前は総合ディレクター）、市川浩崇（第98回 - 第100回、以前は総合ディレクター→プロデューサー）
- 制作：島田康生、稲垣利照、中畑成、福田泰久、小湊義房、長尾泰希、今村司、松本達夫、新井直彦

## 予選会中継
10月中旬の土曜日に陸上自衛隊立川駐屯地→立川市街地→国営昭和記念公園の全長21.0975kmのコースで行われる予選会は『★SAPPOROスポーツスペシャル 第○回箱根駅伝予選会』（さっぽろびーるすぽーつすぺしゃる だい○かいはこねえきでんよせんかい）として、本大会同様にサッポロビールが筆頭スポンサーとなって放送される。

### 第90回（2013年）以降の対応
- 日本テレビで9:25 - 11:25[注釈 17]に生放送される。スタート直前の様子から結果発表までを生中継で放送する。
  - 一部の日本テレビ系列でも同時ネットで放送される。第99回（2022年）はミヤギテレビ、福島中央テレビ、山梨放送（※第99回（2022年）以外は山梨学院大学の前回本大会のシード権獲得有無により異なる）、テレビ新潟、テレビ信州、静岡第一テレビ、テレビ金沢、南海放送で放送された。その他の系列でもローカル編成枠にて遅くとも翌1月2日早朝までに[注釈 18]55分の短縮版[注釈 19]で放送される。
  - 筆頭で冠スポンサーのサッポロビールのほか、車両提供をしているトヨタ自動車が準筆頭として提供している。それ以外の主要スポンサーも各社扱いで提供している[注釈 20]。
  - 第98回（2021年）からは在京民放5社が共同で運営している動画配信サービスのTVerでもライブ配信を行った[37]。
- BS日テレでも本大会同様に当日夜に録画放送される[38]。
- 日テレG+では翌週の週末に特別編が放送される[38]。地上波では伝えられなかったレースの裏側、監督やチームメイトの反応、結果発表後の各チームの悲喜こもごもをドキュメンタリータッチで放送する。ただし、第100回（2023年）はBS日テレ版と同一内容であった。
- 第100回（2023年）は全国の大学に参加資格があることを受けて、全国ネットで放送された[39][40]。

### 第89回（2012年）以前の対応
- 日本テレビでの予選会録画中継は第68回（1991年）から開始された。日テレG+では第78回（2001年）から生中継を開始した。
  - 地上波では当日午後に90分枠でダイジェスト版が放送されていた。山梨放送でも同時ネットされる場合があった（例：山梨学院大学が本大会でシード権獲得できなかった回の翌予選会等）。
  - 日テレG+では9:15 - 12:00に生放送されていた。第89回（2012年）はBS日テレで翌日午後にダイジェスト版が放送された。
- 大井埠頭で日曜日に開催されていた時期は、地上波では当日午後に放送していた。立川での土曜日開催となった第77回（2000年）以降は、第81回（2004年）までは翌週日曜日、第82回（2005年）・第83回（2006年）は翌日の放送となり、第84回（2007年）からは再び当日午後の放送となった。立川移行当初の第77回から第78回は解説者がおかれず放送時間も短縮となるなど大幅に放送体制が縮小されていた。開催から放送までの期間が空いていたこともあり、第77回はレース内容よりも出場校への取材VTRに重点を置いた構成となっていた。
- 日本テレビ以外の系列は任意ネットとなっていた。
  - 青森放送では、かつては本大会往路直前の1月2日早朝に、その後は年末の午前に放送していた。
  - 読売テレビでも10月下旬ごろ、もしくは年末の深夜に録画放送を実施していたことがあった。
  - 第86回（2009年）は札幌テレビ、山形放送で同時ネットされた。

## 番組に関するエピソード
- 日本テレビによる中継開始決定後に同局が中継スタッフの宿泊予約を箱根の各旅館に打診したが、宿泊日が年末年始ということもあって、各旅館共に満室で断られた。しかし、小涌園から「宴会場なら貸せる」との申し出があり、日本テレビもその条件で同意した。宴会場なので布団や食事は自前ではあったが、暖房と温泉は利用できた。以降、この時の感謝の意味を込めて、現在でも小涌園前にリポーターを配置し[41]、放送地点として「小涌園前」と呼称している[注釈 21]。
- 第63回（1987年）では最終10区を走っていた順天堂大学のランナーが突然興奮して飛び出してきたファンと接触し転倒するも、動揺することなく走り続けたシーンが生中継された。最近では、放送中に必ず沿道の観戦についての注意がアナウンスされており、特に往路で観客と運営管理車の接触事故が発生[42]した第87回（2011年）では、復路の放送の際に繰り返し注意を呼びかけていた。
- 第64回（1988年）の復路の中継で選手が箱根登山鉄道の踏切に差し掛かったところで遮断機が下り始め、移動中継車は踏切の手前で停止したが選手は遮断機を潜り抜けたため、移動中継車追いつくまでしばらくの間選手の姿が映らないというハプニングがあった。当時の踏切は鉄道の運行を優先し、選手の記録からは後で待ち時間を差し引くルールとなっていた。こうした選手たちの遮断機の潜り抜けが危険なことから、箱根登山鉄道は2000年ごろより電車・ランナーが交錯しそうなときは、電車を踏み切り近くで止め、ランナーを優先にしている[43]。
- 第100回（2024年）は、往路前日に令和6年能登半島地震が発生。2日早朝の第1部『まもなく箱根駅伝 往路』の枠内の大半は地震関連の報道特別番組への差し替えとなり、前枠の『NNNニュース』から引き続き辻岡義堂・浦野モモが出演、報道フロアから放送した。また、中継本編（1区・4区の2回）でも2018年以来6年ぶりにニュース中断の設定を行った。なお、復路の中継の第1部『まもなく箱根駅伝 復路』は従来通りの内容で放送された。また、復路本編は直前の今昔物語にあたるVTRをなくし7:50にオープニングCGから始まる構成になった。
- 第101回（2025年）から選手名テロップにおいて、読みが難しい選手の名前にルビが付される様になった他、従来「出身校の所在地・出身校（出身校名に都道府県名が含まれる場合所在地は省略）」（例：宮城・仙台育英高）という表記から、「出身校 〇〇出身」（例：仙台育英高 東京出身）の表記に変更された。

## 関連番組
- 第89回（2013年）より、12月の第4日曜夕方にランナーとそれを支える人たちの「絆」に注目した『箱根駅伝 絆の物語』が放送され（一部地域を除く）、第90回（2014年）より『箱根駅伝 絆の物語&スタート直前生情報』が往路の中継直前の5:50 - 6:45に、第95回（2019年）からは『箱根駅伝 往路ダイジェスト&復路直前生情報』が復路の中継直前の5:50 - 6:45に放送される（一部地域を除く）。
- 第84回（2008年）より、復路の全国ネット中継終了後に『箱根駅伝エクストラ』（2008年・2009年）、『続報!箱根駅伝』（2010年 - ）が15:00まで放送される（テレビ大分・テレビ宮崎を除く）。総合優勝チームへのインタビューが行われるほか、中継枠で紹介しきれなかった各選手の様子、監督の談話などをカバーしている。
- 第101回（2025年）では1月3日18:00 - 21:00に、『完全密着!箱根駅伝』を日本テレビの放送センターから生放送。MCは本田翼・森圭介アナウンサー。この年の総合優勝校である青山学院大学の監督・選手も生出演した。
- 関東地区では中継後の週末に、選手に随行する運営管理車の中の監督・コーチに密着した事後番組『もうひとつの箱根駅伝』が放送される。箱根人気の影響で地方での放映を求める声もあるが、地上波での放送はネットスポンサーのつかない番組販売の形になるため、一部地域でのみの放送となっている。ただし、衛星放送（BS日テレ・日テレG+）を通じて全国で視聴が可能である。
- BS日テレ・日テレG+では、本大会に向けた各校の様子を取材した『密着!箱根駅伝』を毎年9月以降に月1回放送するほか、加えて日テレG+では、過去に日本テレビで実況が行われた1987年度以後の大会を再編集した「箱根駅伝名勝負」や、「箱根駅伝シンポジウム」や「監督激突トークバトル」といった関連イベントの模様を大会直前に放送している。
- 中継翌日から年内最初の放送が始まる日本テレビの各情報番組では必ずと言っていいほど箱根駅伝の関連特集が組まれる。各番組のスタジオには優勝校の監督・選手全員が招かれ、キャスターからインタビューを受けるのが恒例となっている。

ミニ番組
2011年からは出場するチームのエピソードや注目選手を紹介するミニ番組が日本テレビで年末に放送されている。
- 2011年・2012年10月から12月の毎週日曜0:50 - 0:55（土曜深夜）にはサッポロビールなど翌年放送分の『箱根駅伝』のスポンサー提供のミニ番組『箱根駅伝への道』が放送されていた。
- 2013年12月10日から12月31日までの火曜 - 金曜未明に全12話のミニ番組『箱根駅伝のツボ』が放送された。
- 2014年12月9日から12月31日までの火曜 - 金曜未明に全12話のミニ番組『箱根駅伝の刻』が放送された。
- 2015年12月8日から火曜 - 木曜未明にミニ番組『箱根駅伝の風』が放送される。